# Amendement de 2019 de la loi sur la citoyenneté indienne
Lire en ligne

http://egazette.nic.in/WriteReadData/2019/214646.pdf

L'amendement sur la citoyenneté (« Citizenship (Amendment) Act, 2019 »), voté en Inde le 10 décembre 2019 et promulgué deux jours plus tard, est un amendement à la loi de nationalité indienne de 1955.
Il permet aux réfugiés hindous, chrétiens, sikhs, bouddhistes, jaïnistes et parsis ayant été victimes de persécutions au Pakistan, au Bangladesh et en Afghanistan avant décembre 2014, de demander plus facilement la nationalité indienne. La loi exclut implicitement les musulmans. La loi est portée par le BJP, parti majoritaire du premier ministre Narendra Modi, nationaliste et pro-hindou.
De nombreuses voix s'élèvent en Inde comme à l'étranger pour dénoncer cet amendement, qui apparaît comme une discrimination fondée sur la religion. Le Haut-Commissariat des Nations unies aux droits de l'homme le qualifie de « fondamentalement discriminatoire ». En Inde, d'importantes manifestations sont organisées pour protester contre cette législation.

## Contexte
L'Inde est un pays pluriculturel et comptant de nombreuses minorités religieuses. Néanmoins, l'hindouisme y est prédominant, avec environ un milliard de fidèles, soit 80% de la population.
Depuis la Partition des Indes en 1947, voulue par Muhammad Ali Jinnah, l'Inde s'est politiquement et culturellement opposée à ses deux voisins à majorité musulmane, le Pakistan et le Bangladesh.
L'arrivée au pouvoir en 2014 du BJP, parti nationaliste pro-hindouiste, crée à l'intérieur du pays une tension inédite et particulièrement violente entre communautés.
Lors du mois de mars 2019, une modification du Registre national des citoyens (en) avait été apportée, rayant près de deux millions d'habitants musulmans de l'Assam de la liste, et les faisant passer juridiquement pour des immigrants illégaux venus du Bangladesh. Un appel est possible durant quatre mois, mais prouver son identité et son lieu de résidence sont extrêmement compliqués en Inde, où les orthographes diffèrent considérablement suivant les régions et les époques, et où beaucoup de travailleurs pauvres ne disposent pas du moindre justificatif de domicile, et de surcroît ne disposent pas de suffisamment de ressources pour se permettre de perdre des jours de travail dans des démarches administratives. Une première version du texte proposait l'exclusion de quatre millions de citoyens.

## Historique
La Lok Sabha (chambre basse du Parlement) adopte le texte le 10 décembre 2019, à 311 voix contre 80. La Rajya Sabha (chambre haute) adopte le texte par 125 voix et 105 contre le lendemain.

## Contenu
L'amendement de 2019 vise les minorités spécifiques hindoues, chrétiennes, sikhes, bouddhistes, jaïnistes et parsies ayant fui le Pakistan, le Bangladesh ou l'Afghanistan et qui sont entrés en Inde au plus tard le 31 décembre 2014. Il offre à ces populations des facilités d'acquisition de la nationalité indienne. En revanche, la loi ne mentionne pas les musulmans et ne leur offre pas les mêmes avantages d'éligibilité.

## Conséquences

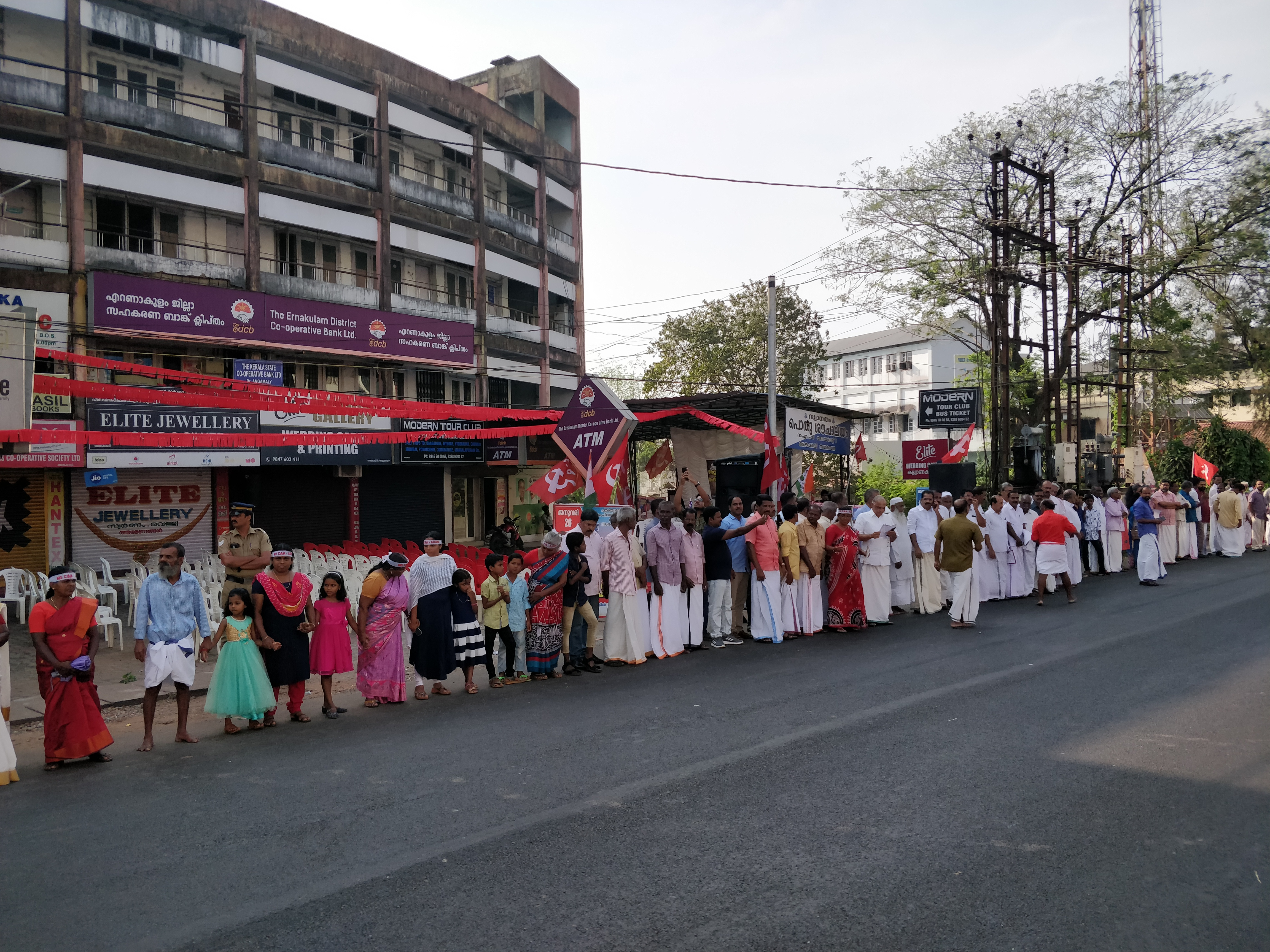
Chaîne humaine formée au Kerala pour protester contre l'amendement.

Shashi Tharoor, membre du Congrès et donc opposant politique au BJP, juge le texte « intrinsèquement anticonstitutionnel ». Cedric Prakash (en), prêtre jésuite militant pour les Droits de l'Homme, estime que l'amendement « détruit les principes démocratiques de la Constitution » ; Harsh Mander (en) estime qu'il s'agit s'agit de « la plus grande menace contre la constitution indienne depuis que celle-ci est devenue une république ».
D'importantes manifestations sont organisées dès le 4 décembre 2019 pour protester contre le vote, puis contre la promulgation de la loi. Ces manifestations ont lieu en Inde, mais aussi dans de nombreux pays d'Europe, d'Amérique et d'Afrique.
Des manifestations de soutien à la loi ont également lieu.
À partir du 23 février 2020, de violentes attaques sont menées par des activistes hindous à Delhi et dans les environs ; elles font plus d'une cinquantaine de victimes.
Les opposants à l'amendement ainsi qu'à la modification du Registre national des citoyens craignent que les deux actes posés en 2019 ne soient que le prélude d'un plan plus vaste, visant à moyen terme à retirer la nationalité indienne aux deux cents millions de musulmans du pays.